# Оливера Јежина
Оливера Јежина (Београд, 2. фебруар 1960) српска је глумица.

## Улоге
| Год.   | Назив                             | Улога                        |
| ------ | --------------------------------- | ---------------------------- |
| 1970-е |                                   |                              |
| 1976.  | Част ми је позвати вас            | Оливера                      |
| 1977.  | Специјално васпитање              | ауто-стоперка Мира           |
| 1977.  | Усијане главе                     | сестре                       |
| 1978.  | Луде године                       |                              |
| 1978.  | Вечерас пробамо Молијера          |                              |
| 1978.  | Личне ствари                      | Саму себе                    |
| 1980-е |                                   |                              |
| 1981.  | Лагани повратак                   |                              |
| 1982.  | Живети као сав нормалан свет      |                              |
| 1983.  | Последње совуљаге и први петли    | Снежана                      |
| 1984.  | Не тако давно (ТВ серија)         |                              |
| 1984.  | Пази шта радиш                    | Мирјана                      |
| 1985.  | Дај ми крила један круг           | Персида                      |
| 1985.  | Црвени и црни                     | Марија                       |
| 1985.  | Шест дана јуна                    |                              |
| 1986.  | Одлазак ратника, повратак маршала | Даворјанка Пауновић          |
| 1986.  | Протестни албум                   | текстописац Сенка            |
| 1987.  | Видим ти лађу на крају пута       | Грозда                       |
| 1987.  | Милан — Дар                       |                              |
| 1987.  | Вук Караџић                       | Чучук Стана                  |
| 1989.  | Бој на Косову                     | Сељанка са крчагом           |
| 1990-е |                                   |                              |
| 1990.  | Чудна ноћ                         |                              |
| 1990.  | Секс - партијски непријатељ бр. 1 | Ана                          |
| 1992.  | Велика фрка                       | Беба                         |
| 1993.  | Византијско плаво                 | Девојка из студентске службе |
| 2010-е |                                   |                              |
| 2014.  | Лауш                              | Саму себе                    |